# Przetoka perylimfatyczna
Przetoka perylimfatyczna lub przetoka przychłonkowa (łac. fistula perilymphatica) – to połączenie pomiędzy płynami ucha wewnętrznego a uchem środkowym.

## Przyczyny
Przetoka perylimfatyczna występuje na skutek uszkodzenia ściany przyśrodkowej jamy bębenkowej na skutek procesów zapalnych, nowotworowych, urazów lub też uszkodzenia w przebiegu zabiegu chirurgicznego. Najczęściej związana jest z przerwaniem ciągłości okienka okrągłego lub owalnego. Spotyka się ją w następujących patologiach:
- przewlekłe perlakowe zapalenie ucha środkowego
- inne typy przewlekłego zapalenia ucha środkowego, które prowadzą do tworzenia ziarniny, która na skutek procesów destrukcyjnych powoduje zniszczenie ściany przyśrodkowej jamy bębenkowej
- nowotwory złośliwe ucha i kości skroniowej, które rozwijają się tam pierwotnie lub też naciekają kość skroniową z otoczenia
- urazy czaszki, szczególnie kości skroniowej, w których dochodzi do złamania kości skroniowej. Przetoki perylimfatyczne mogą powstawać także w urazach czaszki bez złamania jej struktur kostnych
- podczas operacji otochirurgicznych: stapedotomia lub stapedektomia, gdzie dochodzić może do niezamierzonego otwarcia przestrzeni błędnika błoniastego lub niedostatecznego uszczelnienia protezki w okienku owalnym; mastoidektomia - uszkodzenie kanału półkolistego poziomego;
- urazy ciśnieniowe (barotrauma), w których wzrost ciśnienia doprowadza do powstania przetoki
- wady rozwojowe: płytki strzemiączka, dysplazja Mondiniego

## Objawy
Objawy przetoki przychłonkowej związane są z nieprawidłową homeostazą struktur błędnika błoniastego i powodują zaburzenia ze strony narządu słuchu i równowagi. Ich nasilenie może być różne - od objawów dyskretnych do znacznych objawów powodujących duży dyskomfort u chorego. Do najczęściej spotykanych należą:
- napadowe zawroty głowy, zwłaszcza podczas ruchów głową
- szumy uszne
- uszkodzenie słuchu – niedosłuch o typie odbiorczym, który może być fluktuacyjny
- uczucie „pełności” w uchu
- możliwość występowania nawrotowego zapalenia opon mózgowo-rdzeniowych u dzieci z pogorszeniem słuchu w uchu przeciwległym
- dodatni objaw Henneberta – zawroty głowy połączone z oczopląsem na skutek zwiększenia ciśnienia w uchu środkowym - występuje w kile wrodzonej[1]

## Diagnostyka różnicowa i leczenie
Diagnostyka przetoki perylimfatycznej jest trudna. Nie ma specyficznego badania diagnostycznego, które mogłoby stwierdzić obecność przetoki. Przetokę należy różnicować z chorobą Meniera. Leczenie polega na operacyjnym otwarciu ucha środkowego (tympanotomia zwiadowcza) i zamknięcia ubytku w ścianie jamy bębenkowej.